# أقتل السلايم منذ 300 عام وبلغت المستوى الأقصى
أقتل السلايم منذ 300 عام وبلغت المستوى الأقصى (بالإنجليزية: I've Been Killing Slimes for 300 Years and Maxed Out My Level)‏ هي رواية خفيفة يابانية نشرت في موقع شوسيتسوكا ني نارو في 2016.تم عمل مانغا مقتبسة منها نشرت في 2019 وتم عمل مسلسل أنمي من إنتاج ريفوروت عرض في أبريل حتى يونيو 2021.